# Лоботомія
Префронта́льна лоботомі́я (від дав.-гр. λοβός — «доля» і τομή — «розріз»), також відома як лейкотомі́я (від дав.-гр. λευκός — «білий» і τομή — «розріз») — застаріла дискредитована форма нейрохірургії, операція, що полягає в розрізанні тканин, які з'єднують лобові долі мозку з його іншими частинами. Наслідком такого втручання є нівелювання впливу лобових часток мозку на інші структури центральної нервової системи.

## Історія
Лоботомію розробив 1935 року португалець Антоніо Еґаш Моніш. Перша операція була проведена в 1936 році. Через загострення подагри Моніш не міг провести її особисто, тому операція була проведена професором нейрохірургії Алмейдом Ліма під його керівництвом. Моніш назвав операцію «лейкотомією» («білий розріз»), оскільки самі лобові частини не пошкоджувались, а прорізалась лише біла речовина нейрональних зв'язків, що поєднують лобові ділянки з іншими відділами мозку. Таким чином у мозок вноситься дефект, на фоні якого ніяка складна патологічна психопродукція (галюцинації, марення) просто не здатна виникнути. Ця процедура була рекомендована як засіб порятунку в безнадійних ситуаціях.
Після лоботомії хворому встановлювали діагноз «синдром лобової частки (код F07 по МКБ-10)» назавжди.
Еґаш Моніш був нагороджений Нобелівською премією з фізіології та медицини в 1949 році «за винайдення терапевтичного впливу лейкотомії при деяких психічних захворюваннях».
Після присудження Монішу Нобелівської премії лейкотомія стала використовуватися частіше. Американський психіатр Волтер Фріман став провідним пропагандистом цієї операції. Він розробив нову техніку, за якої не потрібно було просвердлювати череп пацієнта, і назвав її «трансорбітальна лоботомія». З подачі Фрімана і Джеймса Уотса як сама процедура, так і назва «лоботомія» стали більш розповсюдженими. Свою першу лоботомію він провів, використовуючи електрошок як знеболювальне. Він націлював звужений кінець хірургічного інструмента, що нагадував за формою ніж для розколювання льоду, на кістку очної западини, за допомогою хірургічного молотка пробивав тонкий шар кістки та вводив інструмент у мозок. Після цього рухом рукоятки ножа розсікались волокна лобових часток головного мозку. Фріман стверджував, що процедура усуне з «душевної хвороби» пацієнта емоційну складову. Перші операції проводились за допомогою справжнього ножа для розколювання льоду. З часом Фріман розробив для цієї операції спеціальні інструменти — лейкотом, потім — орбітокласт.
На початку 1950-х років у США проводили близько п'яти тисяч лоботомій на рік. Ця операція була піддана критиці з етичних міркувань. У зв'язку з цим до середини 1950-х років число лоботомій різко зменшилося. В СРСР лоботомія була офіційно заборонена 1950 року.

### Заборона в СРСР
У травні 1950 року психіатр, професор В. О. Гіляровський, запропонував знову повернутись до обговорення лейкотомії задля того, щоб заборонити її використання як методу лікування в психіатричних закладах.
Питання було знову розглянуте на Пленумі Всесоюзного наукового товариства невропатологів і психіатрів 22-24 червня 1950 року. Прийнята резолюція підтвердила попереднє рішення:
1. Визнати застосування фронтальної лейкотомії як методу лікування душевних захворювань доцільним у випадку, коли всі інші методи лікування не надали терапевтичного впливу. Підтвердити попереднє рішення Пленуму Всесоюзного товариства невропатологів і психіатрів від 04.02.1949 з цього питання.
2. Пленум констатує, що в ряді випадків цей метод застосовувався неправильно, отримавши поширення при деяких захворюваннях, що не стосуються шизофренії, а також при захворюваннях на початкових стадіях, при яких не були використані всі доступні для лікування засоби й, нарешті, мало місце застосування вказаного методу хворим дітям.
3. Беручи до уваги, що можливості активної терапії шизофренії в наш час дуже обмежені, а спроби лікування — малоефективні, Пленум іще раз вказує на необхідність звернути увагу на вивчення питання патогенезу, патофізіологічних механізмів шизофренії та інших психічних захворювань у світлі вчення Івана Павлова, що повинно відкривати нові можливості терапевтичного впливу.
4. Повторно просити Учену Раду Міністерства охорони здоров'я виробити спеціальну інструкцію відповідно до рішення Пленуму невропатологів і психіатрів від 4 лютого 1949 року і теперішнього Пленуму. Встановити перелік психіатричних клінік, ВУЗів, науково-дослідних інститутів, яким може бути надано право призначення операції фронтальної лейкотомії, а також перелік хірургів, які можуть її проводити.

За цю резолюцію проголосували 28 із 30 членів Управління, двоє були проти. Професор В. О. Гіляровський наполіг, щоб записали його особисту думку: «Не вважаю лейкотомію методом лікування, який можна рекомендувати психіатричним установам».
Професор В. О. Гіляровський добився розпорядження МОЗ СРСР про перевірку результатів лейкотомії на місцях. У звіті про перевірку Ленінградського інституту імені В. М. Бехтерєва було вказано, що лейкотомії було піддано 176 хворих, із них 152 — з діагнозом «шизофренія». Комісії продемонстрували вісім хворих із хорошими результатами, однак у всіх були виявлені ті чи інші дефекти, деяке органічне зниження. Операції проводили і хірурги, і психіатри. Хворих після лейкотомії зазвичай переводили в інші медичні заклади, і тому віддалені наслідки не вивчалися належним чином.
Незабаром вийшла стаття того ж Гіляровського в журналі «Медичний робітник» № 37 від 14.09.1950 «Вчення Павлова — основа психіатрії». В ній різко критикується метод лоботомії. Наприклад,

Передбачається, що перерізання білої речовини лобових часток порушує їхні зв'язки з зоровим бугром і усуває можливість надходження з нього стимулів, що призводять до збудження і взагалі порушують психічні функції. Це пояснення механістичне і сягає своїм корінням до вузького локалізаціонізму, властивому психіатрам Америки, звідки і перенесена до нас лейкотомія.

29 листопада 1950 року газета «Правда» направила Міністру охорони здоров'я СРСР нещодавно опублікований в ній «Лист в редакцію» — «Проти одного лженаукового методу лікування» (рос. «Против одного лженаучного метода лечения»), в якому також було таке:

Одним із прикладів безсилля буржуазної медицини є «новий метод лікування» психічних захворювань, що користується широким розповсюдженням в американській психіатрії — лоботомія (лейкотомія)… Природно, що в середовищі наших лікарів, вихованих в дусі славних традицій великих гуманістів  — Боткіна, Пирогова, Корсакова, озброєних вченням І. П. Павлова, не може бути місця таким «методам лікування», як лоботомія. Проте й у нас знайшлися люди, яким виявився до смаку цей заокеанський плід лженауки. Ще в 1944 році завідувач кафедрою психіатрії Горьковського медичного інституту професор М. А. Гольденберг провів операцію за методом лоботомії.

Наступного дня після сигналу з «Правди» 30 листопада 1950 року відбулося засідання Президіуму Ученої медичної Ради МОЗ СРСР. На порядку денному стояло одне питання: «Про результати обговорення на Пленумах правління Всесоюзного наукового медичного товариства невропатологів і психіатрів питання про використання лейкотомії в лікувальних психоневрологічних закладах». Було постановлено

Утриматися від застосування префронтальної лейкотомії при нервово-психічних захворюваннях як методу, що суперечить основним принципам хірургічного лікування І. П. Павлова.

9 грудня (через 10 днів після постанови Вченої ради) був підписаний наказ № 1003, що забороняв використання префронтальної лоботомії.